# Möwenverwandte
Die Möwenverwandten (Laridae) sind eine weltweit verbreitete See- und Wasservogelfamilie. Sie kommen über allen Weltmeeren und auf allen Kontinenten mit Ausnahme der Antarktis vor und fehlen an Land nur in ariden Gebieten ohne Gewässer in der Nähe und über den Ozeanen nur in Regionen, die zu weit von einer größeren nächstgelegenen Landmasse oder Inseln entfernt sind. Die wissenschaftliche Bezeichnung Laridae wurde ursprünglich nur für die Möwen verwendet. Heute werden auch die drei Gruppen der Seeschwalben und die Scherenschnäbel als Unterfamilien zu den Laridae gezählt und die Möwen bilden die Unterfamilie Larinae innerhalb der Laridae.

## Merkmale
Möwen sind mittelgroß bis groß, Seeschwalben klein bis mittelgroß und Scherenschnäbel mittelgroß. Der Rumpf ist für gewöhnlich oval und bei Seeschwalben und Scherenschnäbeln langgestreckter als bei den Möwen. Der Kopf ist etwas länger als hoch; der Hals in der Regel mittellang und dick. Die Flügel sind normalerweise lang und zugespitzt; der Schwanz ist kurz oder lang und länglich, rechteckig oder gegabelt. Die Beine der Seeschwalben und Scherenschnäbel sind kurz, die der Möwen sind etwas länger. Die Füße haben kurze Zehen und sind mit Schwimmhäuten versehen. Das Gefieder ist auf dem Rücken in der Regel hellgrau, dunkelgrau oder schwärzlich und an den Körperseiten und auf der Bauchseite weiß. Beide Geschlechter sehen gleich aus, Männchen werden in der Regel etwas größer als die Weibchen.

## Lebensweise
Die meisten Arten der Möwenverwandten leben an den Meeresküsten, es gibt jedoch auch im Innern der Kontinente vorkommende Arten, sowie einige Arten, die den größten Teil des Jahres über und auf den offenen Meeren verbringen. Trockene Gebiete können die Vögel nur besiedeln, wenn offene Gewässer täglich aufgesucht werden können. Scherenschnäbel kommen ausschließlich in den Tropen vor und bei den Seeschwalben ist der Artenreichtum in den Tropen am größten. Einige Möwen und einige Seeschwalben, z. B. die Küstenseeschwalbe und die Antipodenseeschwalbe kommen auch an den Küsten der Arktis und Antarktis vor. Mit Ausnahme der nachtaktiven Gabelschwanzmöwe (Creagrus furcatus) sind alle Arten der Möwenverwandten tagaktiv. Möwen ernähren sich von Fisch, Krebstieren und anderen Wirbellosen, kleinen Säugern und kleinen Vögeln, Eiern und Jungvögeln. Oft sammeln sie auch tote Tiere am Strand oder von der Wasseroberfläche. Seeschwalben fressen kleine Fische, die stoßtauchend erbeutet werden und Scherenschnäbel erbeuten kleine Fische und Wirbellose, die dicht über der Wasseroberfläche fliegend gefangen werden.
Die meisten Arten der Möwenverwandten nisten in Gruppen oder kolonial in größeren Verbänden. Sie bevorzugen dabei Gebiete, in denen es keine Beutegreifer gibt, vor allem Inseln. Die meisten Arten nisten auf dem Erdboden, einige auch auf Vorsprüngen an Felsklippen an den Küsten, auf Bäumen oder auf treibenden Flößen aus pflanzlichem Material. Feenseeschwalben balancieren ihr einziges Ei in einer Astgabel ohne ein Nest zu bauen. Die Arten der Laridae sind monogam und beide Eltern beteiligen sich an der Brut und an der Aufzucht der Jungvögel. Die Jungvögel schlüpfen nach 19 bis 40 Tagen und werden nach vier bis sechs Wochen flügge.

## Systematik
Der Name Laridae wurde im Jahr 1815 durch den US-amerikanischen Naturwissenschaftler Constantine Samuel Rafinesque eingeführt, galt aber lange Zeit nur für die Möwen, während Seeschwalben und Scherenschnäbel in eigene Familien geführt wurden. Gemäß molekulargenetischen Daten sind die Seeschwalben in ihrer alten Zusammensetzung jedoch kein monophyletisches Taxon, sondern gliedern sich in drei Kladen und bilden zusammen mit den Möwen und Scherenschnäbeln eine größere Klade. Noddiseeschwalben und Feenseeschwalben wurden deshalb aus den Seeschwalben ausgegliedert und die drei Gruppen zusammen mit den Möwen und Scherenschnäbeln alle als Unterfamilien in einer erweiterten Familie Laridae gestellt.
Die Familie der Möwenverwandten gliedert sich demnach heute folgendermaßen:
- Unterfamilie Möwen (Larinae)
- Unterfamilie Anoinae
  - Noddiseeschwalben (Anous)[7]
    - Graunoddi (Anous albivitta)
    - Blaunoddi (Anous cerulea)
    - Weißkappennoddi (Anous minutus)
    - Noddi (Anous stolidus)
    - Schlankschnabelnoddi (Anous tenuirostris)
- Unterfamilie Feenseeschwalben (Gyginae)
  - Feenseeschwalben (Gygis)
    - Feenseeschwalbe (Gygis alba)
    - Elfenseeschwalbe (Gygis microrhyncha)
- Unterfamilie Scherenschnäbel (Rhynchopinae)
- Unterfamilie Seeschwalben (Sterninae)

Die Möwenverwandten gehören zu den Regenpfeiferartigen (Charadriiformes) und dort zur Unterordnung Lari. Wahrscheinlich sind sie die Schwestergruppe einer Klade, zu der die Alkenvögel (Alcidae) und die Raubmöwen (Stercorariidae) gehören.